# Championnat d'Écosse de football 2004-2005
Navigation
Édition précédente Édition suivante
La 108e édition du championnat d'Écosse de football est remportée par le Rangers Football Club. C’est son 51e titre de champion. Les Rangers l’emportent avec 1 point d’avance sur le Celtic FC. Le Hibernian FC complète le podium.
Le système de promotion/relégation reste en place : descente et montée automatique pour le dernier de première division et le premier de deuxième division : Dundee FC descend  en deuxième division. Il est remplacé pour la saison 2006-2007 par Falkirk FC.
Avec 25 buts marqués en 38 matchs,  John Hartson du Celtic Football Club remporte le titre de meilleur buteur du championnat.

## Les clubs de l'édition 2004-2005
| \| Aberdeen FC Glasgow · Celtic - Rangers Dundee' · Dundee FC - Dundee United Édimbourg' · Hibernian - Hearts Motherwell FC Kilmarnock FC Dunfermline Athletic Livingston FC Inverness CT \| Localisation des clubs engagés dans le championnat. |
| Aberdeen FC Glasgow · Celtic - Rangers Dundee' · Dundee FC - Dundee United Édimbourg' · Hibernian - Hearts Motherwell FC Kilmarnock FC Dunfermline Athletic Livingston FC Inverness CT                                                           |

| Club                                       | Ville       |
| ------------------------------------------ | ----------- |
| Aberdeen Football Club                     | Aberdeen    |
| Celtic Football Club                       | Glasgow     |
| Dundee Football Club                       | Dundee      |
| Dundee United Football Club                | Dundee      |
| Dunfermline Athletic Football Club         | Dunfermline |
| Heart of Midlothian Football Club          | Édimbourg   |
| Hibernian Football Club                    | Leith       |
| Inverness Caledonian Thistle Football Club | Inverness   |
| Kilmarnock Football Club                   | Kilmarnock  |
| Livingston Football Club                   | Livingston  |
| Motherwell Football Club                   | Motherwell  |
| Rangers Football Club                      | Glasgow     |

## Compétition

### Classement
Le classement est établi sur le barème de points classique (victoire à 3 points, match nul à 1, défaite à 0).
| Rang | Équipe               | Pts | J  | G  | N  | P  | Bp | Bc | Diff |
| ---- | -------------------- | --- | -- | -- | -- | -- | -- | -- | ---- |
| 1    | Rangers FC           | 93  | 38 | 29 | 6  | 3  | 78 | 22 | +56  |
| 2    | Celtic FC T+C        | 92  | 38 | 30 | 2  | 6  | 85 | 35 | +50  |
| 3    | Hibernian FC         | 61  | 38 | 18 | 7  | 13 | 64 | 57 | +7   |
| 4    | Aberdeen FC          | 61  | 38 | 18 | 7  | 13 | 44 | 39 | +5   |
| 5    | Heart of Midlothian  | 50  | 38 | 13 | 11 | 14 | 43 | 41 | +2   |
| 6    | Motherwell FC        | 48  | 38 | 13 | 9  | 16 | 46 | 49 | -3   |
| 7    | Kilmarnock FC        | 49  | 38 | 15 | 4  | 19 | 49 | 55 | -6   |
| 8    | Inverness CT         | 44  | 38 | 11 | 11 | 16 | 41 | 47 | -6   |
| 9    | Dundee United        | 36  | 38 | 8  | 12 | 18 | 41 | 59 | -18  |
| 10   | Livingston FC        | 35  | 38 | 9  | 8  | 21 | 34 | 61 | -27  |
| 11   | Dunfermline Athletic | 34  | 38 | 8  | 10 | 20 | 34 | 60 | -26  |
| 12   | Dundee FC            | 33  | 38 | 8  | 9  | 21 | 37 | 71 | -34  |

| Légende : Qualifications et relégations | Légende : Qualifications et relégations                                        |
| --------------------------------------- | ------------------------------------------------------------------------------ |
|                                         | Ligue des champions 2005-2006                                                  |
|                                         | Ligue des champions 2005-2006, deuxième tour qualificatif                      |
|                                         | Coupe UEFA 2005-2006                                                           |
|                                         | Coupe Intertoto 2005                                                           |
|                                         | Relégation en deuxième division                                                |
|                                         | T : Tenant du titre C : Vainqueurs de la Coupe d'Écosse de football P : Promus |

### Les matchs
Pendant les 22 premiers matchs chaque équipe rencontre toutes les autres une fois à domicile, une fois à l’extérieur.
Pendant les matchs de 22 à 33, chaque équipe joue une fois contre toutes les autres équipes soit à la maison soit à l’extérieur (les matchs sont tirés au sort).  Cela signifie que entre la première et la trente-troisième journée, chaque équipe aura joué 3 fois contre les autres équipe (soit 1 fois à la maison et deux fois à l’extérieur, soit 2 fois à la maison et 1 fois à l’extérieur).
Lors des matchs 34 à 38, le championnat est coupé en deux parties de 6 équipes. Les six premières se rencontrent entre elles une fois, soit à domicile soit à l’extérieur (à l’inverse des matches disputés entre la 22e et 33e journée). Les six dernières équipes font de même entre elles.

## Bilan de la saison
| Tableau d'honneur                |            |
| Compétition                      | Vainqueur  |
| Championnat d'Écosse de football | Rangers FC |
| Coupe d'Écosse de football       | Celtic FC  |

| Promotions et relégations |            |
| Promus                    | Falkirk FC |
| Relégués                  | Dundee FC  |

## Statistiques

### Affluences
Voici la liste des affluences moyennes obtenues dans les stades des différentes équipes disputant le championnat : 
| Equipe               | Moyenne de spectateurs |
| -------------------- | ---------------------- |
| Celtic FC            | 57906                  |
| Rangers FC           | 48676                  |
| Aberdeen FC          | 13576                  |
| Hibernian FC         | 12541                  |
| Heart of Midlothian  | 12219                  |
| Dundee United        | 8210                   |
| Motherwell FC        | 6960                   |
| Dundee FC            | 6879                   |
| Dunfermline Athletic | 6192                   |
| Kilmarnock FC        | 5930                   |
| Livingston FC        | 5157                   |
| Inverness CT         | 4067                   |

### Meilleur buteur
| Joueur        | buts | équipe       |
| ------------- | ---- | ------------ |
| John Hartson  | 25   | Celtic FC    |
| Derek Riordan | 20   | Hibernian FC |
| Nacho Novo    | 19   | Rangers FC   |